# Lophuromys huttereri
Lophuromys huttereri és un rosegador del gènere Lophuromys que viu a les selves pluvials de plana, a un altitud d'entre 300 i 450 metres, a la República Democràtica del Congo, al sud del Riu Congo. La majoria dels exemplars venen de la zona entre els rius Lomami i Lualaba, però l'espècie fou trobada també a Ndélé, a l'oest del Lolami, tot i que és possible que aquesta població sigui una subespècie. L. huttereri pertany al subgènere Lophuromys i està relacionat amb L. nudicaudus, que viu a l'altre costat del riu Congo. Fou anomenat en honor del biòleg alemany Rainer Hutterer per les seves contribucions a la taxonomia i biogeografia dels mamífers petits de l'Àfrica central.
L. huttereri és un Lophuromys no clapat de cua curta i s'assembla molt a L. nudicaudus, però té un rostre més llarg i alt. La llargada total és d'entre 152 i 175 mm, la llargada de la cua d'entre 93 i 114 mm i les potes posteriors d'entre 18 i 20 mm.